# مؤتمر الرابطة الإسلامية
مؤتمر الرابطة الإسلامية هو فصيل من الرابطة الإسلامية الباكستانية انفصل في عام 1962، لدعم النظام العسكري لرئيس باكستان الجنرال محمد أيوب خان. بينما انشق عنه حزب المعارضة المعروف باسم مجلس الرابطة الإسلامية. اعترض مؤتمر الرابطة الإسلامية على الانتخابات الرئاسية لباكستان التي أجريت عام 1965. كان الرمز الانتخابي لها هو الوردة.